# Щеглов, Александр Николаевич (археолог)
Алекса́ндр Никола́евич Щегло́в (17 октября 1933, Великие Луки, Западная область — 28 июня 2009, Санкт-Петербург) — российский археолог-антиковед, педагог, организатор. Кандидат исторических наук (1971), старший научный сотрудник Института истории материальной культуры Российской академии наук (ИИМК РАН), доцент СПбГУ.
Учитель — Павел Николаевич Шульц (1900—1983).

## Биография
Александр Николаевич Щеглов родился 17 октября 1933 года в городе Великие Луки Великолукского района Западной области, ныне город областного подчинения Псковской области. Его отец умер ещё в 1930-е годы, поэтому сына воспитывала мать, работавшая на железной дороге.
В годы Великой Отечественной войны семья эвакуировалась сначала в Курганскую область, а потом в Кустанайскую (станция Тогузак). После окончания войны семья вернулась в Великие Луки, а затем переехала в Торопец. Здесь А. Н. Щеглов в 1949 году закончил 7-летнюю школу. Затем семья жила в Херсоне, где он учился в вечерней школе и работал.
В этот период, в 1950—1951, А. Н. Щеглов впервые принял участие в археологических работах в составе Буго-Днепровской экспедиции, в отряде И. Д. Ратнера, а затем, в 1954 году, в Симферопольской экспедиции Крымского филиала АН СССР и в 1955 — Ялтинской экспедиции Крымского отдела Института археологии АН УССР. Так он приобрёл ценный опыт практической полевой работы в экспедициях под руководством П. Н. Шульца и О. И. Домбровского. Своим учителем он считал Павла Николаевича Шульца.
Срочную службу в Советской Армии А. Н. Щеглов проходил в воздушно-десантных войсках, где был укладчиком парашютов, артиллерийским разведчиком и чертёжником. Последние специальности дали хорошие навыки в области картографии, дешифровке аэрофотоснимков и снятии планов, пригодившиеся в дальнейшем в научной работе.
С 1959 по 1964 обучался на заочном отделении Харьковского государственного университета, изучая историю и античную археологию. Одновременно с ноября 1957 А. Н. Щеглов работал лаборантом в Тавро-скифской экспедиции ИА АН УССР, а с февраля 1958 — научным сотрудником Херсонесского историко-археологического заповедника (город Севастополь). В 1960 году он стал заведующим Отделом раскопок Херсонесского музея. В этом же году появились его первые научные публикации.
В период исследований Херсонеса женой и на много лет помощницей в работе стала Анна Михайловна Гилевич.
В 1959 году А. Н. Щеглов создал Тарханкутскую экспедицию. Им впервые в отечественной науке была поставлена масштабная задача разобраться с таким сложнейшим вопросом, как пространственная организация хоры древнегреческого полиса, с проведением глобального картографирования всей системы поселений и некрополей античного времени в Западном Крыму.
Первые 10 лет Тарханкутская экспедиция осуществляла разведки и относительно небольшие раскопки на отдельных памятниках (бухта Ветреная, Тарпанчи, Большой Кастель и др.). Уже тогда одним из первых в советской археологии А. Н. Щеглов стал системно использовать материалы аэрофотосъемки для выявления систем античного землепользования, получив в итоге фундаментальные результаты. Ему удалось реконструировать всю структуру дальней херсонесской хоры в Северо-Западном Крыму, разработать типологию поселений и др.
В 1968 году А. Н. Щеглов переехал в Ленинград, где стал работать сначала младшим, а позднее — старшим научным сотрудником Ленинградского отделения Института археологии АН СССР. Здесь же в 1971 г. он защитил кандидатскую диссертацию, на основе которой затем издал монографию Северо-Западный Крым в античную эпоху (1978). Тогда же вышла в свет и его небольшая научно-популярная книжка Полис и хора (1976), не потерявшая актуальности и изданная спустя годы на французском языке (1992). В Ленинграде он продолжил исследования по социально-экономической истории Северного Причерноморья в античную эпоху, по проблеме греко-варварских взаимоотношений на периферии античного мира и др. Коллегами по научной работе и ближайшими друзьями на многие годы стали И. Б. Брашинский, Я. В. Доманский и Э. Д. Фролов. С 1969 по 2005 гг. А. Н. Щеглов вёл преподавательскую работу на историческом факультете ЛГУ, создав «Греко-варварский семинар» для студентов-археологов.
С 1969 года Тарханкутская экспедиция ЛОИА во главе с А. Н. Щегловым стала работать по комплексному принципу. Были организованы и в её составе на постоянной основе работали отряды различного профиля: геофизический, геоморфологический, палеоботанический, остеологический, аэрофотограмметрический, камеральный и др. Одновременно велась и масштабная раскопочная работа на поселении Панское I и его некрополе, на усадьбах Панское III, Большой Кастель и др. Такой всеобъемлющий научный подход привёл к тому, что вскоре эта экспедиция стала одной из лучших и крупнейших советских археологических экспедиций, а на её базе отрабатывались новые методы исследования античных сельских поселений, с привлечением последних достижений естественных наук.
В начале 1970-х годов А. Н. Щегловым впервые в СССР были инициированы широкомасштабные и многолетние геофизические разведки на ряде крупных археологических памятников. Методы электро- и магниторазведки, биофизические методы разведки разрабатывались и апробировались на поселении и некрополе Панское I В. В. Глазуновым, Г. В. Внучковым, К. К. Шиликом, Т. Н. Смекаловой и др. Также совместно с Н. С. Благоволиным им были сделаны геоморфологические реконструкции для целого ряда античных памятников Северного Причерноморья, а с Б. М. Маликовым — палеоэкономические реконструкции по античному виноделию в Крыму. Ценные результаты были получены совместно с Н. Б. Селивановой в ходе оптико-петрографического анализа серии клеймёных амфор причерноморских центров и др.
За годы работы Тарханкутской экспедиции сформировалась научная школа, в которой прошли обучение многие студенты со специализацией «античная археология». Учениками А. Н. Щеглова в различной степени были Е. Я. Рогов (1951–2001), И. В. Тункина, В. Н. Зинько, С. Л. Соловьёв, Е. Я. Туровский, М. И. Золотарёв (1945–2004), Г. М. Николаенко, В. Ф. Столба и др.
Александр Николаевич Щеглов умер 28 июня 2009 года в городе Санкт-Петербурге.

## Научное признание
1970—1990-е годы стали самыми насыщенными и плодотворными в жизни А. Н. Щеглова. Его выступления на многочисленных научных конференциях, содержательные статьи постепенно принесли и международное научное признание. Особенно важным стало начавшееся в 1992 году и продолжавшееся более 15 лет сотрудничество между ИИМК РАН и Институтом классической археологии университета г. Орхус (Дания), которое курировалось А. Н. Щегловым, В. Ф. Столбой и Л. Ханнестад. В 1999 г. А. Н. Щеглов впервые посетил Данию в качестве приглашенного профессора Орхусского университета.
70-летие со дня рождения Александра Николаевича Щеглова широко отмечалось в 2003 году всем антиковедческим сообществом. В Севастополе был издан XIII выпуск «Херсонесского сборника» в честь его 70-летия, а в Дании — юбилейный сборник The Cauldron of Ariantas. Studies presented to A.N. Ščeglov on the occasion of his 70th birthday. В Дании также стали монографически публиковаться материалы исследований Тарханкутской экспедиции. Первый том был посвящён детальному анализу материалов усадьбы У6 поселения Панское I, второй том - некрополю Панское I.

## Научные труды
Автор более 200 научных работ. На протяжении десятилетий его статьи, рецензии печатались в журнале «Вестник древней истории», других изданиях.
- Херсонес Таврический: Путеводитель по музею и раскопкам. Симферополь 1962.
- Подвиги Геракла: по памятникам Херсонеса Таврического. Ленинград 1964.
- Геракл отдыхающий, Херсонес Таврический: Ремесло и культура. Киев 1974, С. 44–55.
- Полис и хора. Симферополь, 1976.
- Жилой дом эллинистического Калос Лимена (Опыт реконструкции), Художественная культура и археология античного мира, Москва 1976, С. 232–238.
- Земельный надел у мыса Ойрат, История и культура античного мира. Москва 1977, С. 210–215.
- Комплексные методы исследования в археологии, Природа 4, 1977, С. 78–81.
- Северо-Западный Крым в античную эпоху. Ленинград 1978.
- Тарханкутская экспедиция в 1969-1975 гг., КСИА 156, 1978, С. 61–68.
- Археология изнутри (О новых методах в полевой археологии), Знание – сила 4, 1980, С. 30–33.
- Utilisation de la photographie aérienne dans l’étude du cadastre de Chersonésos Taurique (IVe-IIe s. av. n.è.), DialHistAnc 6, 1980, С. 59–63.
- Тавры и греческие колонии в Таврике, Демографическая ситуация в Причерноморье в период Великой греческой колонизации. Тбилиси 1981, С. 204–218.
- Об определении высоты построек по развалам сырцовых стен, КСИА 172, 1982, С. 50–57.
- 25 лет работ Тарханкутской экспедиции: итоги и перспективы, КСИА 182, 1985, С. 3–76.
- Процесс и характер территориальной экспансии Херсонеса в IV в. до н.э., Античная гражданская община. Ленинград 1986, С. 152–176.
- Les amphores timbrées d’Amastris, BCH. Suppl. 13, 1986, P. 365–373.
- Тавры в VII – первой половине IV вв. до н.э. и греко-таврские взаимоотношения, Местные этно-политические объединения Причерноморья в VII-IV вв. до н.э. Тбилиси 1988, С. 53–81.
- Позднескифское государство в Крыму: к типологии эллинизма, Древний Восток и античная цивилизация. Ленинград 1989, С. 29–40.
- Le commerce du blé dans le Pont septentrional (seconde moitié du VIIe – Ve siècle), in: Le Pont-Euxin vu par les Grecs. Sources écrites et archéologie. Symposium de Vani (Colchide), septembre - octobre 1987. Besançon 1990, P. 141–159.
- A fourth-century B.C. Royal kurgan in the Crimea, Metropolitan Museum Journal 26, 1991, P. 97–122 (совместно с V.I. Kac).
- Polis et chora: Cité et territoire dans le Pont-Euxin. Paris 1992.
- Ещё раз о позднескифской культуре в Крыму. (К проблеме происхождения), Проблемы археологии 4, 1998, С. 141–153.
- Panskoye I. Vol. I. The Monumental Building U6. Aarhus 2002 (совместно с L. Hannestad, V.F. Stolba и др.).

## В литературе
Александр Николаевич Щеглов выступает главным персонажем в очерке Андрея Никитина "Вилла у моря", вошедшего в его сборник рассказов "Распахнутая земля" и посвященном раскопкам античной усадьбы у бухты Ветреной.